# Crédit Agricole Suisse Open Gstaad 2011
Crédit Agricole Suisse Open Gstaad 2011 — тенісний турнір, що проходив на ґрунтових кортах у місті Гштаад, Швейцарія з 25 липня. Належав до категорії ATP World Tour 250, був турніром серії Swiss Open Gstaad 2011 року.

## Фінальна частина

### Одиночний розряд
Марсель Гранольєрс —  Фернандо Вердаско 6–4, 3–6, 6–3

### Парний розряд
Франтішек Чермак /  Філіп Полашек —  Крістофер Кас /  Александер Пея 6–3, 7–6(9–7)